# Chionaema yunnanensis
Chionaema yunnanensis là một loài bướm đêm thuộc phân họ Arctiinae, họ Erebidae.